# ロテリア
ロテリア（Lotería）は、ビンゴに類似したメキシコのカードゲーム。番号の描かれたボールの代わりに絵柄の描かれたカードを利用する。全てのカードには番号が割り振られているが、多くの場合無視される。各プレーヤーには、無作為に選ばれた縦4枚x横4枚の1つのタブラ（tabla）が配布される。
「ロテリア」（Lotería）は、スペイン語で宝くじを意味する。タブラは、絵が描かれた54種類のカードで構成されている。はじめに、読み手がデッキをシャッフルする。読み手はデッキからカードを1枚ずつ選び、読み上げる。カード名を読み取る前にカードに関連する詩を読み上げる場合もある。各プレーヤーはボードの上から読み上げられたカードを見つけ、チップを置くなどして目印をつける。チップには小石や瓶の王冠、うずら豆（インゲンマメの一種）などが伝統的に用いられる。チップをおいたカードの形がテーブルを満たすか、縦・横・斜めの1列、もしくは「ポソ」（pozo）と呼ばれる正方形になるような中心部にある4枚といった事前に示されたパターンを満たした場合に「ロテリア！」と宣言することで勝者となる。
特に、ロテリアの伝統的な基本ルールで行われる変種に「ロテリア・デ・ポソ」（Lotería de Pozo）と呼ばれるものがある。この場合、プレイヤーはゲーム開始前「ロテリア」となることのできる縦・横・斜めの列やポソの数について決めておく。ポソには縦2x横2の4枚または縦3x横3の9枚が含まれる。
1996年にはロテリア・オンラインゲームとして、ロテリア・メヒカーナがオンライン対戦でできるようになった。

## 歴史

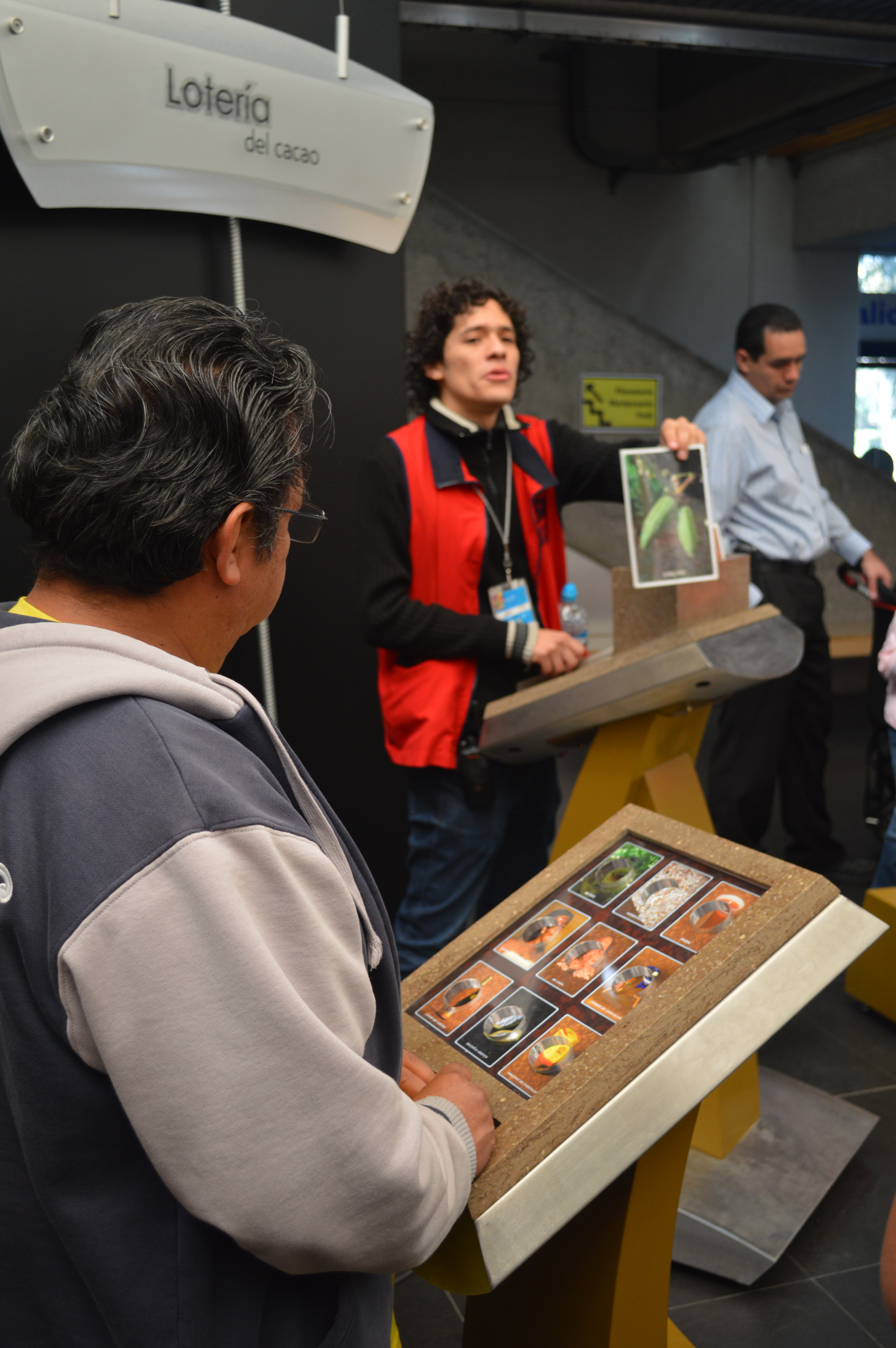
メキシコシティのメキシコ国立自治大学ユニバーサム博物館でプレイされるロテリア。中南米原産のカカオについての展示の一環として。

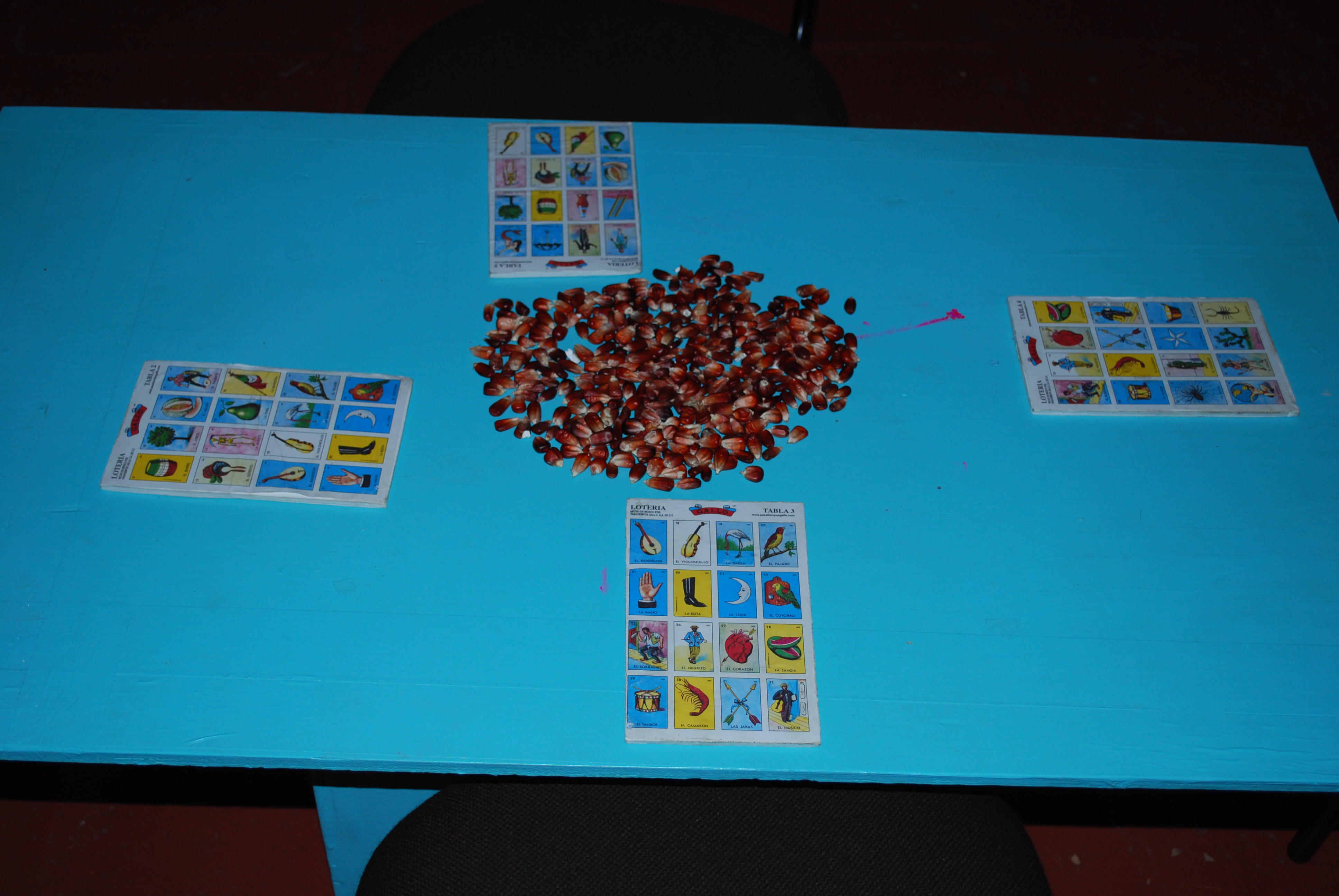
トルーカにあるメキシコ大衆文化博物館での展示。

伝統的な勝利となる組み合わせ

ロテリアの歴史は古くまでさかのぼることができる。ゲームは15世紀のイタリア王国で始まり、1769年にスペイン帝国ヌエバ・エスパーニャ副王領（現在のメキシコ）へと持ち込まれた。元々、メキシコの上流階級の趣味として広まったが、次第に様々な行事によってスペインの伝統文化として定着するに至った。
ドン・クレメンテ・ジャックは1887年にゲームについてまとめた本を出版し、現在の形にまとめられた。これにより、スペインの文化的アイコンの一つとしてアメリカ合衆国やヨーロッパ諸国でも人気を集めるようになった。中でも人気の商品（ロテリア・セット）は、ロテリア・レオ（Lotería Leo）、ガセラ（Gacela）、ロテリア・デ・ミ・ティエラ（Lotería de mi tierra）の3つである。
1930年代になると、カトリック教会は独自のロテリアの絵柄を考案した。これは、伝統的なロテリアの絵柄の代わりにキリスト教の絵柄を配置したものである。カトリック教会は、ロテリアに似た独自のロテリアのゲームボードを作り、人々の信仰心をさらに促進するための伝道活動に用いた。

## カードと関連する詩

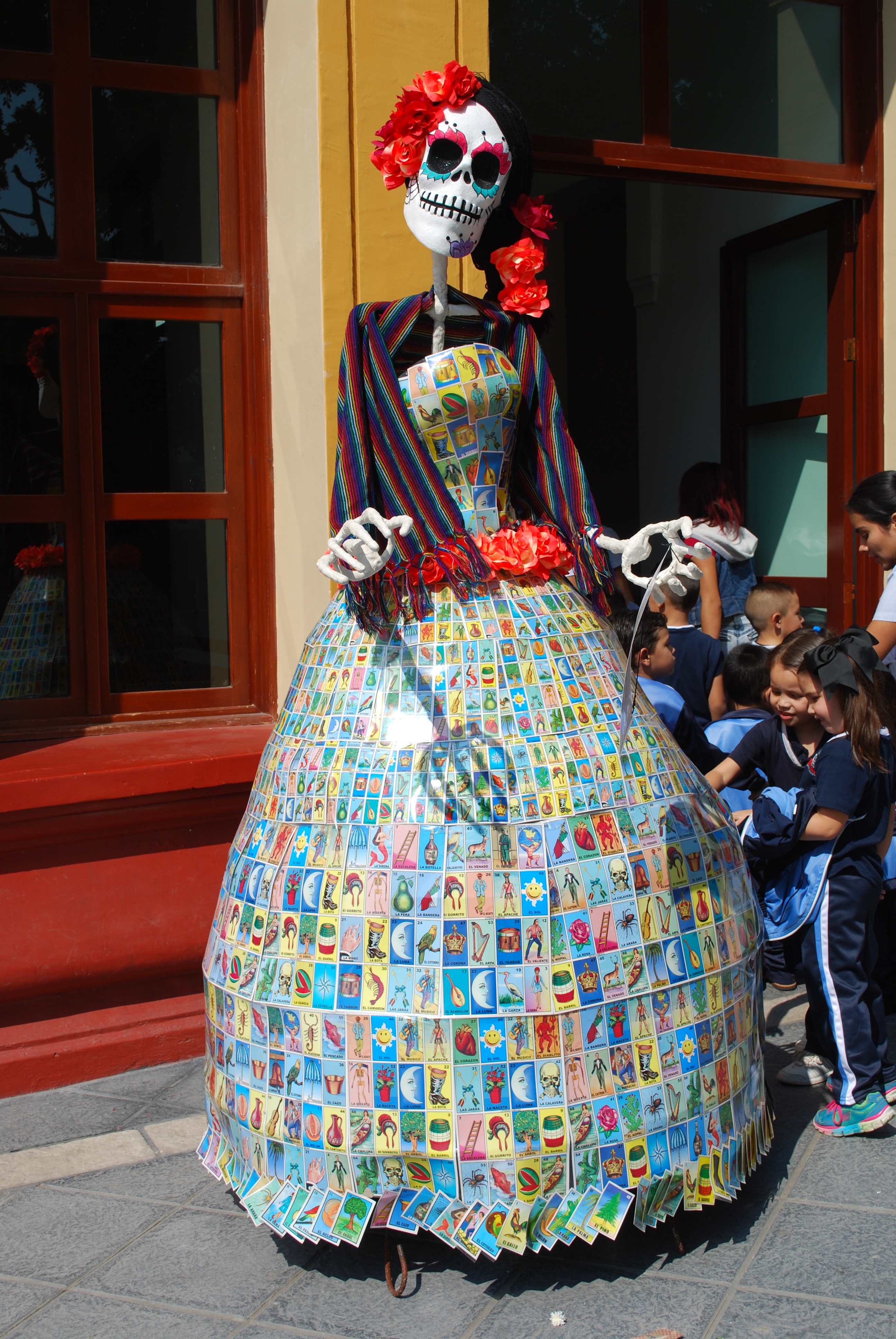
ハリスコ州チャパラのカトリーナ人形。ドレスにはロテリアのカードが描かれている。

以下は、スペインで広く認知されている伝統的な54枚のカードである。各カードの名前と番号の下には、ゲームの場合によって、どのカードが引かれたかプレイヤーに伝えるために読み上げられる詩（スペイン語）を示す。ただし、他にも様々な動物やものを描いたいくつかの絵柄を持つ組み合わせが存在し、この限りではない。
| 1 エル・ガヨ （El gallo、"雄鶏"） El que le cantó a San Pedro no le volverá a cantar. 聖ペテロのために歌った人は二度と彼のために歌うことはないでしょう。 2 エル・ディアブリト (El diablito、"小悪魔") Pórtate bien cuatito, si no te lleva el coloradito. 自分を仲間にしてください。さもないと、小さな赤い者があなたを連れ去ります。 3 ラ・ダマ (La dama、"淑女") Puliendo el paso, por toda la calle real. 表通りに沿って彼女は小気味よく歩きます。 4 エル・カトリン (El catrín、"ダンディな紳士") Don Ferruco en la alameda, su bastón quería tirar. ポプラの木立にいるフェルコ卿は、杖を投げたがっていました。 5 エル・パラグアス (El paraguas、"傘") Para el sol y para el agua. 太陽と雨のために。 6 ラ・スィレナ (La sirena、"人魚") Con los cantos de sirena, no te vayas a marear. 人魚の歌に動揺しないでください 7 ラ・エスカレラ (La escalera'、"はしご") Súbeme paso a pasito, no quieras pegar brinquitos. 一つ一つ着実に掴んで登って、飛ばしたりしないでください。 8 ラ・ボテヤ (La botella、"ボトル") La herramienta del borracho. 酔っぱらいの道具。 9 エル・バリル (El barril、"樽") Tanto bebió el albañil, que quedó como barril. レンガ職人は飲みすぎて、樽のようなお腹になってしまいました。 10 エル・アルボル (El árbol、"木") El que a buen árbol se arrima, buena sombra le cobija. 良い木に近づく者、心地よい木陰が彼を守ります。 11 エル・メロン (El melón、"メロン") Me lo das o me lo quitas. 私にそれを与えるか、私からそれを奪いなさい。 12 エル・バリエンテ (El valiente、"勇者") Por qué le corres cobarde, trayendo tan buen puñal. なんて臆病者なんだ、そんなにいい短剣を持っていて。 13 エル・ゴリト (El gorrito、"小さなボンネット") Ponle su gorrito al nene, no se nos vaya a resfriar. 赤ちゃんにボンネットをかければ、風邪をひきません。 14 ラ・ムエルテ (La muerte、"死") La muerte tilica y flaca. 死は幸薄く気難しい。 15 ラ・ペラ (La pera、"梨") El que espera, desespera. 絶望を待つ彼。 16 ラ・バンデラ (La bandera、"旗") Verde blanco y colorado, la bandera del soldado. 緑、白、赤、兵士の旗。 17 エル・バンドロン (El bandolón、"マンドリン") Tocando su en:bandolón, está el mariachi Simón. リュートを弾いているのは、マリアッチにいるサイモンです。 18 エル・ビオロンチェロ (El violoncello、"the チェロ") Creciendo se fue hasta el cielo, y como no fue violín, tuvo que ser violoncello. 彼はやがて天国に行きましたが、バイオリンではなく、チェロでなければなりませんでした。 19 ラ・ガルサ (La garza、"サギ") Al otro lado del río tengo mi banco de arena, donde se sienta mi chata pico de garza morena. 川向こうには砂丘があり、そこには黒いくちばしの付いたサギがいる、私の最愛の小さな砂浜があります。 20 エル・パハロ (El pájaro、"鳥") Tu me traes a puros brincos, como pájaro en la rama. 枝の上にいる鳥のように、あちこち飛び乗ってくれましたね。 21 ラ・マノ (La mano、"手") La mano de un criminal. 犯罪者の手。 22 ラ・ボタ (La bota、"長靴") Una bota igual que la otra. 他と同じブーツ。 23 ラ・ルナ (La luna、"月") El farol de los enamorados. 恋人たちの街灯。 24 エル・コトロ (El cotorro、"オウム") Cotorro cotorro saca la pata, y empiézame a platicar. オウムやオウム、その爪を突き出して。あなたとおしゃべりしたいの。 25 エル・ボラチョ (El borracho、"酔っぱらい") A qué borracho tan necio ya no lo puedo aguantar. ああ、なんて迷惑な酔っぱらい。もう耐えられない。 26 エル・ネグリト (El negrito、"小さな黒人") El que se comió el azúcar. 砂糖を食べた人。 27 エル・コラソン (El corazón、"心") No me extrañes corazón, que regreso en el camión. 恋人よ。寂しがらないで。私はバスに乗って帰ってきます。 | 28 ラ・サンディア (La sandía、"スイカ") La barriga que Juan tenía, era empacho de sandía. フアンのお腹が膨れていたのは、スイカを食べすぎたためでした。 29 エル・タンボル (El tambor、"太鼓") No te arrugues, cuero viejo, que te quiero pa' tambor. 良質な古い革をしわだらけにしないでください。ドラムにしてほしいのです。 30 エル・カマロン (El camarón、"エビ") Camarón que se duerme, se lo lleva la corriente. 眠りに落ちたエビは潮に引き寄せられます。 31 ラス・ハラス ("Las jaras、"矢") Las jaras del indio Adán, donde pegan, dan. インディアンのアダムの矢は、彼が狙った所に当たる。 32 エル・ムスィコ (El músico、"音楽家") El músico trompas de hule, ya no me quiere tocar. ゴム引きの音楽家はもう私のために演奏したくないそうです。 33 ラ・アラニャ (La araña、"蜘蛛") Atarántamela a palos, no me la dejes llegar. 棒で愚かなそれを打って、私の近くに近寄せないでください。 34 エル・ソルダド (El soldado、"兵士") Uno, dos y tres, el soldado p'al cuartel. 1、2、3人の兵士が砦に向かいます。 35 ラ・エストレヤ (La estrella、"星") La guía de los marineros. 水先案内人。 36 エル・カソ (El cazo、"鍋") El caso que te hago es poco. 私があなたに注意を払う必要はほとんどありません。 37 エル・ムンド (El mundo、"世界") Este mundo es una bola, y nosotros un bolón. この世界は球状であり、私たちは偉大なる群衆です。 38 エル・アパチェ (El Apache、"アパッチ族") ¡Ah, Chihuahua! Cuánto apache con pantalón y huarache. ああ、チワワ！ パンツとサンダルを履いたたくさんのアパッチがいます。 39 エル・ノパル (El nopal、"ウチワサボテン") Al nopal lo van a ver, nomás cuando tiene tunas. 人々はウチワサボテンを見に行きますが、それが実を結ぶときだけです。 40 エル・アラクラン (El alacrán、"サソリ") El que con la cola pica, le dan una paliza. 尻尾を刺す者は殴られるだろう。 41 ラ・ロサ (La rosa、"バラ") Rosita, Rosaura, ven que te quiero ahora. ロシータ、ロザウラ、来て。今ここにいて欲しい。 42 ラ・カラベラ (La calavera、"頭蓋骨") Al pasar por el panteón, me encontré un calaverón. 墓地を通り過ぎると、どくろを見つけた。 43 ラ・カンパナ (La campana、"鈴") Tú con la campana y yo con tu hermana. あなたがベルを持ち、私があなたの妹と一緒に鳴らします。 44 エル・カンタリト (El cantarito、"小さな水差し") Tanto va el cántaro al agua, que se quiebra y te moja las enaguas. 水差しにより頻繁に水を注げますが、それが壊れるとスリップを濡らします。 45 エル・ベナド (El venado、"鹿") Saltando va buscando, pero no ve nada. 彼はジャンプして周囲を見回しますが、何も見えません。 46 エル・ソル (El Sol、太陽") La cobija de los pobres. 貧しい人々の毛布。 47 ラ・コロナ (La corona、"王冠") El sombrero de los reyes. 王の帽子。 48 ラ・チャルパ (La chalupa、"カヌー") Rema que rema Lupita, sentada en su chalupita. ルピタは彼女と小さなボートに座って、彼女とともに漕ぎます。 49 エル・ピノ (El pino、"松") Fresco y oloroso, en todo tiempo hermoso. 新鮮で香り高く、どの季節でも美しい。 50 エル・ペスカド (El pescado、"魚") El que por la boca muere, aunque mudo fuere. 黙っていても口で死ぬ人。 51 ラ・パルマ (La palma"ヤシの木") Palmero, sube a la palma y bájame un coco real. パーマー、ヤシの木に登って、王様にぴったりのココナッツを持ってきて。 52 ラ・マセタ (La maceta、"植木鉢") El que nace pa'maceta, no sale del corredor. 植木鉢として育った彼は廊下を離れません。 53 エル・アルパ (El arpa、"竪琴") Arpa vieja de mi suegra, ya no sirves pa'tocar. 私の義母の古いハープは、もはや遊ぶのに適していません。 54 ラ・ラナ (La rana、"カエル") Al ver a la verde rana, qué brinco pegó tu hermana. 緑色のカエルを見た妹は、なんと驚いてジャンプしました。 |

## Google Doodle
2019年12月9日、Googleはロテリアを記念したGoogle Doodleを公開した。このミニゲームでは、エル・アパチェ、エル・ボラチョ、エル・ディアブリト、エル・ゴリト、ラ・ムエルテ、エル・ネグリト、エル・ソルダド、エル・バリエンテの絵札を置き換えて、エル・アホロテ(ウーパールーパーの幼体、「アホロートル」)、エル・ブスカドル(「検索エンジン」）、ラ・コンチャ(メキシコの甘味パン、「コンチャ」)、エル・エロテ(トウモロコシの新鮮な穂)、エル・エモジ(「絵文字」)、エル・ゴロ(「キャップ帽」)、エル・グアカモレ(「ワカモレ」)、エル・ショロイツクィントレ(「毛のない犬」、メキシカン・ヘアレス・ドッグ)の絵札が登場する。 ゲーム中に見つからないラ・スィレナとエル・グアカモレの絵札は、終了画面の背景に見ることができる。
2019年のGoogle Doodleでは日本はGoogleトップページへの表示の対象地域ではなかったが、2020年5月5日にはコロナ禍での外出自粛の呼びかけの一環として、4月26日から連日過去のGoogle Doodleのミニゲームが公開されているのに続き、「ロテリア」のDoodleも公開されることとなった。しかし、公開されているDoodleは2019年と同じく英語版のみである。

## 発展資料
- 『Lotería: A Novel』、マリオ・アルベルト・サンブラノ
- 『Playing Lotería: El Juego de La Lotería』、ルネ・コラト・ライネス
- 「El Arte de la Suerte」、『Artes de Mexico Número 13』、1991年秋、Nueva Época
- 『Loteria Rules and how to play』